# Copa Santa Fe 2025
La Copa Santa Fe 2025 es la octava edición de esa competición oficial, organizada por la Federación Santafesina de Fútbol, en la que participan los equipos de la provincia de Santa Fe de todas las divisiones del fútbol argentino junto con los representantes de cada liga regional de la provincia.
El campeón defensor, Juventud de Esperanza, fue eliminado en la tercera etapa.

## Formato
El torneo se desarrolla plenamente bajo un formato de eliminación directa donde cada equipo enfrenta a su rival de turno a partido único o en partidos de ida y vuelta. Si una serie finaliza empatada en el global, se definirá por penales.
En la primera etapa, los representantes de las 19 ligas regionales se enfrentarán en llaves a doble partido. Los ganadores avanzarán a la segunda etapa en la que se les sumarán los dos equipos participantes del Primera C y nueve representantes de la Copa Federación. En la tercera etapa, a los equipos clasificados de la segunda etapa se les sumarán el campeón vigente de la Copa Santa Fe, los cuatro equipos participantes del Torneo Federal A, un equipo participante del Torneo Regional Federal Amateur y los otros tres equipos representantes de la Copa Federación.
En la fase final, a los equipos clasificados de la tercera etapa se les sumarán los equipos participantes de la Primera División y la Primera Nacional. A partir de aquí, los 16 equipos clasificados disputarán una serie de eliminatorias (compuestas por octavos de final, cuartos de final, semifinales y final) hasta consagrar al campeón.
|                         |                         |                            | Equipos que entraron en esta fase | Equipos que provenían de la fase anterior      |
| ----------------------- | ----------------------- | -------------------------- | --- | ---------------------------------------------- |
| Fase inicial            | Fase inicial            | Primera etapa (38 equipos) | - 38 equipos de las ligas regionales. |                                                |
| Fase inicial            | Fase inicial            | Segunda etapa (30 equipos) | - 2 equipos de la Primera C. - 9 equipos de la Copa Federación. | - 19 equipos clasificados de la primera etapa. |
| Fase inicial            | Fase inicial            | Tercera etapa (24 equipos) | - El equipo campeón de la Copa Santa Fe 2024. - 4 equipos del Torneo Federal A. - 1 equipo del Torneo Regional Federal Amateur. - 3 equipos de la Copa Federación. | - 15 equipos clasificados de la segunda etapa. |
| Fase final (16 equipos) | Fase final (16 equipos) | Fase final (16 equipos)    | - 3 equipos de la Primera División. - 1 equipo de la Primera Nacional.                                                                                             | - 12 equipos clasificados de la tercera etapa. |

## Equipos participantes
| Liga                                                                                        | Equipo | Ciudad | Departamento |               |               |               |
| Copa Santa Fe                                                                               | Copa Santa Fe | Copa Santa Fe | Copa Santa Fe | Copa Santa Fe | Copa Santa Fe | Copa Santa Fe |
| ------------------------------------------------------------------------------------------- | --- | --- | --- | ------------- | ------------- | ------------- |
| Copa Santa Fe 2024 Campeón vigente                                                          | Juventud | Esperanza | Las Colonias |               |               |               |
| Divisiones del fútbol argentino                                                             | | | |               |               |               |
| Primera División 1.ª categoría 3 equipos                                                    | Newell's Old Boys Rosario Central Unión | Rosario Santa Fe | Rosario La Capital |               |               |               |
| Primera Nacional 2.ª categoría 1 equipo                                                     | Colón | Santa Fe | La Capital |               |               |               |
| Torneo Federal A 3.ª categoría para clubes indirectamente afiliados 4 equipos               | Sportivo Las Parejas 9 de Julio Atlético de Rafaela Ben Hur | Las Parejas Rafaela                                                                                                  | Belgrano Castellanos |               |               |               |
| Primera C 4.ª categoría para clubes directamente afiliados 2 equipos                        | Argentino Central Córdoba | Rosario | Rosario |               |               |               |
| Torneo Regional Federal Amateur 4.ª categoría para clubes indirectamente afiliados 1 equipo | Libertad | Sunchales | Castellanos |               |               |               |
| Ligas regionales de Santa Fe                                                                | | | |               |               |               |
| Asociación Rosarina de Fútbol 2 equipos                                                     | Unión Coronel Aguirre | Álvarez Villa Gobernador Gálvez                                                                                      | Rosario |               |               |               |
| Liga Cañadense de Fútbol 2 equipos                                                          | Defensores de Armstrong Atlético Carcarañá | Armstrong Carcarañá                                                                                                  | Belgrano San Lorenzo |               |               |               |
| Liga Casildense de Fútbol 2 equipos                                                         | Belgrano Huracán | Arequito Chabás | Caseros |               |               |               |
| Liga de Fútbol Regional del Sud 2 equipos                                                   | Unión Atlético Empalme | Arroyo Seco Empalme Villa Constitución                                                                               | Rosario Constitución |               |               |               |
| Liga Departamental de Fútbol San Martín 2 equipos                                           | San Martín Atlético Susanense | Carlos Pellegrini María Susana                                                                                       | San Martín |               |               |               |
| Liga Deportiva del Sur 2 equipos                                                            | Los Andes Independiente | Alcorta Bigand | Constitución Caseros |               |               |               |
| Liga Esperancina de Fútbol 2 equipos                                                        | Alumni Central San Carlos | Laguna Paiva San Carlos Centro                                                                                       | La Capital Las Colonias |               |               |               |
| Liga Galvense de Fútbol 2 equipos                                                           | 9 de Julio Irigoyense | Arocena Pueblo Irigoyen                                                                                              | San Jerónimo |               |               |               |
| Liga Interprovincial de Fútbol 2 equipos                                                    | CSDM Chañarense Centenario | Chañar Ladeado San José de la Esquina                                                                                | Caseros |               |               |               |
| Liga Ocampense de Fútbol 2 equipos                                                          | Recreativo Villa Guillermina Ocampo Fábrica | Villa Guillermina Villa Ocampo                                                                                       | General Obligado |               |               |               |
| Liga Rafaelina de Fútbol 2 equipos                                                          | Deportivo Aldao Ferrocarril del Estado | Aldao Rafaela | Castellanos |               |               |               |
| Liga Reconquistense de Fútbol 2 equipos                                                     | Atlético y Tiro Reconquista Matienzo | Reconquista Romang                                                                                                   | General Obligado San Javier |               |               |               |
| Liga Regional Ceresina de Fútbol 2 equipos                                                  | Unión y Juventud Central Olímpico | Bandera (SdE) Ceres                                                                                                  | Belgrano (SdE) San Cristóbal |               |               |               |
| Liga Regional Paivense de Fútbol 2 equipos                                                  | Polideportivo Llambi Campbell Central Oeste | Llambi Campbell Recreo                                                                                               | La Capital |               |               |               |
| Liga Regional Sanlorencina de Fútbol 2 equipos                                              | Defensores de Villa Cassini General San Martín | Capitán Bermúdez P.G. San Martín                                                                                     | San Lorenzo |               |               |               |
| Liga Regional Totorense de Fútbol 2 equipos                                                 | Alba Argentina Belgrano | Maciel Serodino | San Jerónimo Iriondo |               |               |               |
| Liga Santafesina de Fútbol 2 equipos                                                        | Colón Sanjustino | San Justo | San Justo |               |               |               |
| Liga Venadense de Fútbol 2 equipos                                                          | Atlético Elortondo Hughes FBC | Elortondo Hughes | General López |               |               |               |
| Liga Verense de Fútbol 2 equipos                                                            | Central San Javier Huracán | San Javier Vera | Vera |               |               |               |
| Copa Federación                                                                             | | | |               |               |               |
| Copa Federación 2025 Competencia provincial 12 equipos                                      | San Lorenzo de Ambrosetti Deportivo Josefina Juventud Argentino Quilmes Ex Alumnos Argentino La Salle Jobson Náutico El Quillá Universidad Nacional del Litoral Domingo F. Sarmiento Racing Atlético Tostado | Ambrosetti Josefina Malabrigo Rafaela San Antonio de Obligado San Carlos Centro Santa Fe Sarmiento Teodelina Tostado | San Cristóbal Castellanos General Obligado Castellanos General Obligado Las Colonias La Capital Las Colonias General López Nueve de Julio |               |               |               |

## Fase inicial

### Cuadros de desarrollo

#### Llave A
|  | Primera etapa                | Primera etapa            | Primera etapa                | Primera etapa            |   |   | Segunda etapa            | Segunda etapa            | Segunda etapa            | Segunda etapa            |  |                    | Tercera etapa    | Tercera etapa    | Tercera etapa    | Tercera etapa    |  |
|  | 27 de abril al 4 de mayo     | 27 de abril al 4 de mayo | 27 de abril al 4 de mayo     | 27 de abril al 4 de mayo |   |   | 29 de mayo al 7 de junio | 29 de mayo al 7 de junio | 29 de mayo al 7 de junio | 29 de mayo al 7 de junio |  |                    | 16 y 22 de junio | 16 y 22 de junio | 16 y 22 de junio | 16 y 22 de junio |  |
|  |                              |                          |                              |                          |   |   |                          |                          |                          |                          |  |                    |                  |                  |                  |                  |  |
|  |                              |                          |                              |                          |   |   |                          |                          |                          |                          |  |                    |                  |                  |                  |                  |  |
|  |                              |                          |                              |                          |   |   |                          |                          |                          |                          |  |                    |                  |                  |                  |                  |  |
|  |                              |                          |                              |                          |   |   |                          |                          |                          |                          |  |                    |                  |                  |                  |                  |  |
|  |                              |                          |                              |                          |   |   |                          |                          |                          |                          |  |                    |                  |                  |                  |                  |  |
|  |                              | Ex Alumnos (SAO)         | 0                            | 4                        | 4 |   |                          |                          |                          |                          |  |                    |                  |                  |                  |                  |  |
|  |                              |                          |                              |                          | 4 |   |                          |                          |                          |                          |  |                    |                  |                  |                  |                  |  |
|  |                              |                          | Atlético y Tiro R.           | 5                        | 4 | 9 |                          |                          |                          |                          |  |                    |                  |                  |                  |                  |  |
|  | Atlético y Tiro R.           | 1                        | Atlético y Tiro R.           | 5                        | 4 | 9 | 3                        | 4                        |                          |                          |  |                    |                  |                  |                  |                  |  |
|  | Atlético y Tiro R.           | 1                        |                              |                          |   |   |                          |                          |                          |                          |  |                    |                  |                  |                  |                  |  |
|  | Ocampo Fábrica               | 2                        | 1                            | 3                        |   |   |                          |                          |                          |                          |  |                    |                  |                  |                  |                  |  |
|  | Ocampo Fábrica               | 2                        | 1                            | 3                        |   |   |                          |                          |                          |                          |  | Atlético y Tiro R. | 4                | 2                | 6                |                  |  |
|  |                              |                          |                              |                          |   |   |                          |                          |                          |                          |  | Atlético y Tiro R. | 4                | 2                | 6                |                  |  |
|  |                              |                          | Juventud (Malabrigo)         | 1                        | 2 | 3 |                          |                          |                          |                          |  |                    |                  |                  |                  |                  |  |
|  |                              |                          | Juventud (Malabrigo)         | 1                        | 2 | 3 |                          |                          |                          |                          |  |                    |                  |                  |                  |                  |  |
|  |                              |                          |                              |                          |   |   |                          |                          |                          |                          |  |                    |                  |                  |                  |                  |  |
|  |                              |                          |                              |                          |   |   |                          |                          |                          |                          |  |                    |                  |                  |                  |                  |  |
|  |                              | Juventud (Malabrigo)     | 0                            | 4                        | 4 |   |                          |                          |                          |                          |  |                    |                  |                  |                  |                  |  |
|  |                              |                          |                              |                          | 4 |   |                          |                          |                          |                          |  |                    |                  |                  |                  |                  |  |
|  |                              |                          | Recreativo Villa Guillermina | 0                        | 2 | 2 |                          |                          |                          |                          |  |                    |                  |                  |                  |                  |  |
|  | Recreativo Villa Guillermina | 1                        | Recreativo Villa Guillermina | 0                        | 2 | 2 | 0                        | 1                        |                          |                          |  |                    |                  |                  |                  |                  |  |
|  | Recreativo Villa Guillermina | 1                        |                              |                          |   |   |                          |                          |                          |                          |  |                    |                  |                  |                  |                  |  |
|  | Huracán (Vera)               | 0                        | 0                            | 0                        |   |   |                          |                          |                          |                          |  |                    |                  |                  |                  |                  |  |
|  | Huracán (Vera)               | 0                        | 0                            | 0                        |   |   |                          |                          |                          |                          |  |                    |                  |                  |                  |                  |  |
|  |                              |                          |                              |                          |   |   |                          |                          |                          |                          |  |                    |                  |                  |                  |                  |  |

- Nota: En cada llave, el equipo que ocupa la primera línea es el que define la serie como local.

#### Llave B
|  | Primera etapa      | Primera etapa  | Primera etapa     | Primera etapa  |   |       | Segunda etapa   | Segunda etapa        | Segunda etapa   | Segunda etapa   |       |  | Tercera etapa    | Tercera etapa    | Tercera etapa    | Tercera etapa    |  |
|  | 4 y 10 de mayo     | 4 y 10 de mayo | 4 y 10 de mayo    | 4 y 10 de mayo |   |       | 28 y 31 de mayo | 28 y 31 de mayo      | 28 y 31 de mayo | 28 y 31 de mayo |       |  | 16 y 21 de junio | 16 y 21 de junio | 16 y 21 de junio | 16 y 21 de junio |  |
|  |                    |                |                   |                |   |       |                 |                      |                 |                 |       |  |                  |                  |                  |                  |  |
|  |                    |                |                   |                |   |       |                 |                      |                 |                 |       |  |                  |                  |                  |                  |  |
|  |                    |                |                   |                |   |       |                 |                      |                 |                 |       |  |                  |                  |                  |                  |  |
|  |                    |                |                   |                |   |       |                 |                      |                 |                 |       |  |                  |                  |                  |                  |  |
|  |                    |                |                   |                |   |       |                 |                      |                 |                 |       |  |                  |                  |                  |                  |  |
|  |                    |                |                   |                |   |       |                 |                      |                 |                 |       |  |                  |                  |                  |                  |  |
|  |                    |                |                   |                |   |       |                 |                      |                 |                 |       |  |                  |                  |                  |                  |  |
|  |                    |                |                   |                |   |       |                 |                      |                 |                 |       |  |                  |                  |                  |                  |  |
|  |                    |                |                   |                |   |       |                 |                      |                 |                 |       |  |                  |                  |                  |                  |  |
|  |                    |                |                   |                |   |       |                 |                      |                 |                 |       |  |                  |                  |                  |                  |  |
|  |                    |                |                   |                |   |       |                 |                      |                 |                 |       |  |                  |                  |                  |                  |  |
|  |                    |                |                   |                |   |       |                 | La Salle Jobson (p.) | 0               | 1               | 1 (4) |  |                  |                  |                  |                  |  |
|  |                    |                |                   |                |   |       |                 |                      |                 |                 | 1 (4) |  |                  |                  |                  |                  |  |
|  |                    |                | UNL               | 0              | 1 | 1 (3) |                 |                      |                 |                 |       |  |                  |                  |                  |                  |  |
|  |                    |                | UNL               | 0              | 1 | 1 (3) |                 |                      |                 |                 |       |  |                  |                  |                  |                  |  |
|  |                    |                |                   |                |   |       |                 |                      |                 |                 |       |  |                  |                  |                  |                  |  |
|  |                    |                |                   |                |   |       |                 |                      |                 |                 |       |  |                  |                  |                  |                  |  |
|  |                    | UNL            | 0                 | 3              | 3 |       |                 |                      |                 |                 |       |  |                  |                  |                  |                  |  |
|  |                    |                |                   |                | 3 |       |                 |                      |                 |                 |       |  |                  |                  |                  |                  |  |
|  |                    |                | Matienzo (Romang) | 0              | 1 | 1     |                 |                      |                 |                 |       |  |                  |                  |                  |                  |  |
|  | Central San Javier | 2              | Matienzo (Romang) | 0              | 1 | 1     | 0               | 2                    |                 |                 |       |  |                  |                  |                  |                  |  |
|  | Central San Javier | 2              |                   |                |   |       |                 |                      |                 |                 |       |  |                  |                  |                  |                  |  |
|  | Matienzo (Romang)  | 3              | 2                 | 5              |   |       |                 |                      |                 |                 |       |  |                  |                  |                  |                  |  |
|  | Matienzo (Romang)  | 3              | 2                 | 5              |   |       |                 |                      |                 |                 |       |  |                  |                  |                  |                  |  |
|  |                    |                |                   |                |   |       |                 |                      |                 |                 |       |  |                  |                  |                  |                  |  |

- Nota: En cada llave, el equipo que ocupa la primera línea es el que define la serie como local.

#### Llave C
|  | Primera etapa           | Primera etapa           | Primera etapa             | Primera etapa           |   |   | Segunda etapa           | Segunda etapa           | Segunda etapa           | Segunda etapa           |   |  | Tercera etapa    | Tercera etapa    | Tercera etapa    | Tercera etapa    |  |
|  | 27 de abril y 4 de mayo | 27 de abril y 4 de mayo | 27 de abril y 4 de mayo   | 27 de abril y 4 de mayo |   |   | 25 de mayo y 1 de junio | 25 de mayo y 1 de junio | 25 de mayo y 1 de junio | 25 de mayo y 1 de junio |   |  | 15 y 22 de junio | 15 y 22 de junio | 15 y 22 de junio | 15 y 22 de junio |  |
|  |                         |                         |                           |                         |   |   |                         |                         |                         |                         |   |  |                  |                  |                  |                  |  |
|  |                         |                         |                           |                         |   |   |                         |                         |                         |                         |   |  |                  |                  |                  |                  |  |
|  |                         |                         |                           |                         |   |   |                         |                         |                         |                         |   |  |                  |                  |                  |                  |  |
|  |                         |                         |                           |                         |   |   |                         |                         |                         |                         |   |  |                  |                  |                  |                  |  |
|  |                         |                         |                           |                         |   |   |                         |                         |                         |                         |   |  |                  |                  |                  |                  |  |
|  |                         |                         |                           |                         |   |   |                         |                         |                         |                         |   |  |                  |                  |                  |                  |  |
|  |                         |                         |                           |                         |   |   |                         |                         |                         |                         |   |  |                  |                  |                  |                  |  |
|  |                         |                         |                           |                         |   |   |                         |                         |                         |                         |   |  |                  |                  |                  |                  |  |
|  |                         |                         |                           |                         |   |   |                         |                         |                         |                         |   |  |                  |                  |                  |                  |  |
|  |                         |                         |                           |                         |   |   |                         |                         |                         |                         |   |  |                  |                  |                  |                  |  |
|  |                         |                         |                           |                         |   |   |                         |                         |                         |                         |   |  |                  |                  |                  |                  |  |
|  |                         |                         |                           |                         |   |   |                         | Atlético Tostado        | 2                       | 1                       | 3 |  |                  |                  |                  |                  |  |
|  |                         |                         |                           |                         |   |   |                         |                         |                         |                         | 3 |  |                  |                  |                  |                  |  |
|  |                         |                         | San Lorenzo de Ambrosetti | 1                       | 1 | 2 |                         |                         |                         |                         |   |  |                  |                  |                  |                  |  |
|  |                         |                         | San Lorenzo de Ambrosetti | 1                       | 1 | 2 |                         |                         |                         |                         |   |  |                  |                  |                  |                  |  |
|  |                         |                         |                           |                         |   |   |                         |                         |                         |                         |   |  |                  |                  |                  |                  |  |
|  |                         |                         |                           |                         |   |   |                         |                         |                         |                         |   |  |                  |                  |                  |                  |  |
|  |                         | Atlético Tostado        | 2                         | 4                       | 6 |   |                         |                         |                         |                         |   |  |                  |                  |                  |                  |  |
|  |                         |                         |                           |                         | 6 |   |                         |                         |                         |                         |   |  |                  |                  |                  |                  |  |
|  |                         |                         | Deportivo Aldao           | 0                       | 2 | 2 |                         |                         |                         |                         |   |  |                  |                  |                  |                  |  |
|  | Unión y Juventud (B)    | 1                       | Deportivo Aldao           | 0                       | 2 | 2 | 1                       | 2                       |                         |                         |   |  |                  |                  |                  |                  |  |
|  | Unión y Juventud (B)    | 1                       |                           |                         |   |   |                         |                         |                         |                         |   |  |                  |                  |                  |                  |  |
|  | Deportivo Aldao         | 2                       | 1                         | 3                       |   |   |                         |                         |                         |                         |   |  |                  |                  |                  |                  |  |
|  | Deportivo Aldao         | 2                       | 1                         | 3                       |   |   |                         |                         |                         |                         |   |  |                  |                  |                  |                  |  |
|  |                         |                         |                           |                         |   |   |                         |                         |                         |                         |   |  |                  |                  |                  |                  |  |

- Nota: En cada llave, el equipo que ocupa la primera línea es el que define la serie como local.

#### Llave D
|  | Primera etapa               | Primera etapa            | Primera etapa            | Primera etapa            |   |   | Segunda etapa            | Segunda etapa            | Segunda etapa            | Segunda etapa            |  |                        | Tercera etapa    | Tercera etapa    | Tercera etapa    | Tercera etapa    |  |
|  | 27 de abril al 4 de mayo    | 27 de abril al 4 de mayo | 27 de abril al 4 de mayo | 27 de abril al 4 de mayo |   |   | 25 de mayo al 1 de junio | 25 de mayo al 1 de junio | 25 de mayo al 1 de junio | 25 de mayo al 1 de junio |  |                        | 15 y 22 de junio | 15 y 22 de junio | 15 y 22 de junio | 15 y 22 de junio |  |
|  |                             |                          |                          |                          |   |   |                          |                          |                          |                          |  |                        |                  |                  |                  |                  |  |
|  |                             |                          |                          |                          |   |   |                          |                          |                          |                          |  |                        |                  |                  |                  |                  |  |
|  |                             |                          |                          |                          |   |   |                          |                          |                          |                          |  |                        |                  |                  |                  |                  |  |
|  |                             |                          |                          |                          |   |   |                          |                          |                          |                          |  |                        |                  |                  |                  |                  |  |
|  |                             |                          |                          |                          |   |   |                          |                          |                          |                          |  |                        |                  |                  |                  |                  |  |
|  |                             | Ferrocarril del Estado   | 2                        | 1                        | 3 |   |                          |                          |                          |                          |  |                        |                  |                  |                  |                  |  |
|  |                             |                          |                          |                          | 3 |   |                          |                          |                          |                          |  |                        |                  |                  |                  |                  |  |
|  |                             |                          | Domingo F. Sarmiento     | 2                        | 0 | 2 |                          |                          |                          |                          |  |                        |                  |                  |                  |                  |  |
|  | Ferrocarril del Estado (p.) | 1                        | Domingo F. Sarmiento     | 2                        | 0 | 2 | 2                        | 3 (3)                    |                          |                          |  |                        |                  |                  |                  |                  |  |
|  | Ferrocarril del Estado (p.) | 1                        |                          |                          |   |   |                          |                          |                          |                          |  |                        |                  |                  |                  |                  |  |
|  | Central Olímpico (C)        | 3                        | 0                        | 3 (1)                    |   |   |                          |                          |                          |                          |  |                        |                  |                  |                  |                  |  |
|  | Central Olímpico (C)        | 3                        | 0                        | 3 (1)                    |   |   |                          |                          |                          |                          |  | Ferrocarril del Estado | 0                | 2                | 2                |                  |  |
|  |                             |                          |                          |                          |   |   |                          |                          |                          |                          |  | Ferrocarril del Estado | 0                | 2                | 2                |                  |  |
|  |                             |                          | Colón (San Justo)        | 0                        | 1 | 1 |                          |                          |                          |                          |  |                        |                  |                  |                  |                  |  |
|  |                             |                          | Colón (San Justo)        | 0                        | 1 | 1 |                          |                          |                          |                          |  |                        |                  |                  |                  |                  |  |
|  |                             |                          |                          |                          |   |   |                          |                          |                          |                          |  |                        |                  |                  |                  |                  |  |
|  |                             |                          |                          |                          |   |   |                          |                          |                          |                          |  |                        |                  |                  |                  |                  |  |
|  |                             | Colón (San Justo)        | 2                        | 3                        | 5 |   |                          |                          |                          |                          |  |                        |                  |                  |                  |                  |  |
|  |                             |                          |                          |                          | 5 |   |                          |                          |                          |                          |  |                        |                  |                  |                  |                  |  |
|  |                             |                          | Argentino (SC)           | 2                        | 1 | 3 |                          |                          |                          |                          |  |                        |                  |                  |                  |                  |  |
|  | Irigoyense                  | 0                        | Argentino (SC)           | 2                        | 1 | 3 | 1                        | 1                        |                          |                          |  |                        |                  |                  |                  |                  |  |
|  | Irigoyense                  | 0                        |                          |                          |   |   |                          |                          |                          |                          |  |                        |                  |                  |                  |                  |  |
|  | Colón (San Justo)           | 3                        | 0                        | 3                        |   |   |                          |                          |                          |                          |  |                        |                  |                  |                  |                  |  |
|  | Colón (San Justo)           | 3                        | 0                        | 3                        |   |   |                          |                          |                          |                          |  |                        |                  |                  |                  |                  |  |
|  |                             |                          |                          |                          |   |   |                          |                          |                          |                          |  |                        |                  |                  |                  |                  |  |

- Nota: En cada llave, el equipo que ocupa la primera línea es el que define la serie como local.

#### Llave E
|  | Primera etapa           | Primera etapa           | Primera etapa           | Primera etapa           |   |   | Segunda etapa           | Segunda etapa           | Segunda etapa           | Segunda etapa           |   |  | Tercera etapa            | Tercera etapa            | Tercera etapa            | Tercera etapa            |  |
|  | 27 de abril y 4 de mayo | 27 de abril y 4 de mayo | 27 de abril y 4 de mayo | 27 de abril y 4 de mayo |   |   | 25 de mayo y 1 de junio | 25 de mayo y 1 de junio | 25 de mayo y 1 de junio | 25 de mayo y 1 de junio |   |  | 17 de junio y 1 de julio | 17 de junio y 1 de julio | 17 de junio y 1 de julio | 17 de junio y 1 de julio |  |
|  |                         |                         |                         |                         |   |   |                         |                         |                         |                         |   |  |                          |                          |                          |                          |  |
|  |                         |                         |                         |                         |   |   |                         |                         |                         |                         |   |  |                          |                          |                          |                          |  |
|  |                         |                         |                         |                         |   |   |                         |                         |                         |                         |   |  |                          |                          |                          |                          |  |
|  |                         |                         |                         |                         |   |   |                         |                         |                         |                         |   |  |                          |                          |                          |                          |  |
|  |                         |                         |                         |                         |   |   |                         |                         |                         |                         |   |  |                          |                          |                          |                          |  |
|  |                         |                         |                         |                         |   |   |                         |                         |                         |                         |   |  |                          |                          |                          |                          |  |
|  |                         |                         |                         |                         |   |   |                         |                         |                         |                         |   |  |                          |                          |                          |                          |  |
|  |                         |                         |                         |                         |   |   |                         |                         |                         |                         |   |  |                          |                          |                          |                          |  |
|  |                         |                         |                         |                         |   |   |                         |                         |                         |                         |   |  |                          |                          |                          |                          |  |
|  |                         |                         |                         |                         |   |   |                         |                         |                         |                         |   |  |                          |                          |                          |                          |  |
|  |                         |                         |                         |                         |   |   |                         |                         |                         |                         |   |  |                          |                          |                          |                          |  |
|  |                         |                         |                         |                         |   |   |                         | Ben Hur                 | 2                       | 3                       | 5 |  |                          |                          |                          |                          |  |
|  |                         |                         |                         |                         |   |   |                         |                         |                         |                         | 5 |  |                          |                          |                          |                          |  |
|  |                         |                         | Alumni (LP)             | 0                       | 0 | 0 |                         |                         |                         |                         |   |  |                          |                          |                          |                          |  |
|  |                         |                         | Alumni (LP)             | 0                       | 0 | 0 |                         |                         |                         |                         |   |  |                          |                          |                          |                          |  |
|  |                         |                         |                         |                         |   |   |                         |                         |                         |                         |   |  |                          |                          |                          |                          |  |
|  |                         |                         |                         |                         |   |   |                         |                         |                         |                         |   |  |                          |                          |                          |                          |  |
|  |                         | Deportivo Josefina      | 0                       | 1                       | 1 |   |                         |                         |                         |                         |   |  |                          |                          |                          |                          |  |
|  |                         |                         |                         |                         | 1 |   |                         |                         |                         |                         |   |  |                          |                          |                          |                          |  |
|  |                         |                         | Alumni (LP)             | 2                       | 0 | 2 |                         |                         |                         |                         |   |  |                          |                          |                          |                          |  |
|  | Poli. Llambi Campbell   | 0                       | Alumni (LP)             | 2                       | 0 | 2 | 1                       | 1                       |                         |                         |   |  |                          |                          |                          |                          |  |
|  | Poli. Llambi Campbell   | 0                       |                         |                         |   |   |                         |                         |                         |                         |   |  |                          |                          |                          |                          |  |
|  | Alumni (LP)             | 2                       | 2                       | 4                       |   |   |                         |                         |                         |                         |   |  |                          |                          |                          |                          |  |
|  | Alumni (LP)             | 2                       | 2                       | 4                       |   |   |                         |                         |                         |                         |   |  |                          |                          |                          |                          |  |
|  |                         |                         |                         |                         |   |   |                         |                         |                         |                         |   |  |                          |                          |                          |                          |  |

- Nota: En cada llave, el equipo que ocupa la primera línea es el que define la serie como local.

#### Llave F
|  | Primera etapa           | Primera etapa           | Primera etapa           | Primera etapa           |   |       | Segunda etapa           | Segunda etapa            | Segunda etapa           | Segunda etapa           |       |  | Tercera etapa    | Tercera etapa    | Tercera etapa    | Tercera etapa    |  |
|  | 27 de abril y 4 de mayo | 27 de abril y 4 de mayo | 27 de abril y 4 de mayo | 27 de abril y 4 de mayo |   |       | 25 de mayo y 1 de junio | 25 de mayo y 1 de junio  | 25 de mayo y 1 de junio | 25 de mayo y 1 de junio |       |  | 15 y 25 de junio | 15 y 25 de junio | 15 y 25 de junio | 15 y 25 de junio |  |
|  |                         |                         |                         |                         |   |       |                         |                          |                         |                         |       |  |                  |                  |                  |                  |  |
|  |                         |                         |                         |                         |   |       |                         |                          |                         |                         |       |  |                  |                  |                  |                  |  |
|  |                         |                         |                         |                         |   |       |                         |                          |                         |                         |       |  |                  |                  |                  |                  |  |
|  |                         |                         |                         |                         |   |       |                         |                          |                         |                         |       |  |                  |                  |                  |                  |  |
|  |                         |                         |                         |                         |   |       |                         |                          |                         |                         |       |  |                  |                  |                  |                  |  |
|  |                         |                         |                         |                         |   |       |                         |                          |                         |                         |       |  |                  |                  |                  |                  |  |
|  |                         |                         |                         |                         |   |       |                         |                          |                         |                         |       |  |                  |                  |                  |                  |  |
|  |                         |                         |                         |                         |   |       |                         |                          |                         |                         |       |  |                  |                  |                  |                  |  |
|  |                         |                         |                         |                         |   |       |                         |                          |                         |                         |       |  |                  |                  |                  |                  |  |
|  |                         |                         |                         |                         |   |       |                         |                          |                         |                         |       |  |                  |                  |                  |                  |  |
|  |                         |                         |                         |                         |   |       |                         |                          |                         |                         |       |  |                  |                  |                  |                  |  |
|  |                         |                         |                         |                         |   |       |                         | Atlético de Rafaela (p.) | 0                       | 0                       | 0 (4) |  |                  |                  |                  |                  |  |
|  |                         |                         |                         |                         |   |       |                         |                          |                         |                         | 0 (4) |  |                  |                  |                  |                  |  |
|  |                         |                         | Sanjustino              | 0                       | 0 | 0 (2) |                         |                          |                         |                         |       |  |                  |                  |                  |                  |  |
|  |                         |                         | Sanjustino              | 0                       | 0 | 0 (2) |                         |                          |                         |                         |       |  |                  |                  |                  |                  |  |
|  |                         |                         |                         |                         |   |       |                         |                          |                         |                         |       |  |                  |                  |                  |                  |  |
|  |                         |                         |                         |                         |   |       |                         |                          |                         |                         |       |  |                  |                  |                  |                  |  |
|  |                         | Náutico El Quillá       | 1                       | 1                       | 2 |       |                         |                          |                         |                         |       |  |                  |                  |                  |                  |  |
|  |                         |                         |                         |                         | 2 |       |                         |                          |                         |                         |       |  |                  |                  |                  |                  |  |
|  |                         |                         | Sanjustino              | 3                       | 2 | 5     |                         |                          |                         |                         |       |  |                  |                  |                  |                  |  |
|  | Central Oeste (R)       | 1                       | Sanjustino              | 3                       | 2 | 5     | 1                       | 2                        |                         |                         |       |  |                  |                  |                  |                  |  |
|  | Central Oeste (R)       | 1                       |                         |                         |   |       |                         |                          |                         |                         |       |  |                  |                  |                  |                  |  |
|  | Sanjustino              | 7                       | 0                       | 7                       |   |       |                         |                          |                         |                         |       |  |                  |                  |                  |                  |  |
|  | Sanjustino              | 7                       | 0                       | 7                       |   |       |                         |                          |                         |                         |       |  |                  |                  |                  |                  |  |
|  |                         |                         |                         |                         |   |       |                         |                          |                         |                         |       |  |                  |                  |                  |                  |  |

- Nota: En cada llave, el equipo que ocupa la primera línea es el que define la serie como local.

#### Llave G
|  | Primera etapa            | Primera etapa            | Primera etapa            | Primera etapa            |   |                    | Segunda etapa  | Segunda etapa        | Segunda etapa  | Segunda etapa  |   |  | Tercera etapa    | Tercera etapa    | Tercera etapa    | Tercera etapa    |  |
|  | 27 de abril al 4 de mayo | 27 de abril al 4 de mayo | 27 de abril al 4 de mayo | 27 de abril al 4 de mayo |   |                    | 1 y 4 de junio | 1 y 4 de junio       | 1 y 4 de junio | 1 y 4 de junio |   |  | 15 y 22 de junio | 15 y 22 de junio | 15 y 22 de junio | 15 y 22 de junio |  |
|  |                          |                          |                          |                          |   |                    |                |                      |                |                |   |  |                  |                  |                  |                  |  |
|  |                          |                          |                          |                          |   |                    |                |                      |                |                |   |  |                  |                  |                  |                  |  |
|  |                          |                          |                          |                          |   |                    |                |                      |                |                |   |  |                  |                  |                  |                  |  |
|  |                          |                          |                          |                          |   |                    |                |                      |                |                |   |  |                  |                  |                  |                  |  |
|  |                          |                          |                          |                          |   |                    |                |                      |                |                |   |  |                  |                  |                  |                  |  |
|  |                          |                          |                          |                          |   |                    |                |                      |                |                |   |  |                  |                  |                  |                  |  |
|  |                          |                          |                          |                          |   |                    |                |                      |                |                |   |  |                  |                  |                  |                  |  |
|  |                          |                          |                          |                          |   |                    |                |                      |                |                |   |  |                  |                  |                  |                  |  |
|  |                          |                          |                          |                          |   |                    |                |                      |                |                |   |  |                  |                  |                  |                  |  |
|  |                          |                          |                          |                          |   |                    |                |                      |                |                |   |  |                  |                  |                  |                  |  |
|  |                          |                          |                          |                          |   |                    |                |                      |                |                |   |  |                  |                  |                  |                  |  |
|  |                          |                          |                          |                          |   |                    |                | Juventud (Esperanza) | 0              | 0              | 0 |  |                  |                  |                  |                  |  |
|  |                          |                          |                          |                          |   |                    |                |                      |                |                | 0 |  |                  |                  |                  |                  |  |
|  |                          |                          | Central San Carlos       | 1                        | 0 | 1                  |                |                      |                |                |   |  |                  |                  |                  |                  |  |
|  | Central San Carlos (p.)  | 1                        | Central San Carlos       | 1                        | 0 | 1                  | 0              | 1 (5)                |                |                |   |  |                  |                  |                  |                  |  |
|  | Central San Carlos (p.)  | 1                        |                          |                          |   |                    |                |                      |                |                |   |  |                  |                  |                  |                  |  |
|  | San Martín (CP)          | 1                        | 0                        | 1 (3)                    |   |                    |                |                      |                |                |   |  |                  |                  |                  |                  |  |
|  | San Martín (CP)          | 1                        | 0                        | 1 (3)                    |   | Central San Carlos | 1              | 3                    | 4              |                |   |  |                  |                  |                  |                  |  |
|  |                          |                          |                          |                          |   | Central San Carlos | 1              | 3                    | 4              |                |   |  |                  |                  |                  |                  |  |
|  |                          |                          | Atlético Susanense       | 2                        | 1 | 3                  |                |                      |                |                |   |  |                  |                  |                  |                  |  |
|  | Atlético Susanense       | 5                        | Atlético Susanense       | 2                        | 1 | 3                  | 5              | 10                   |                |                |   |  |                  |                  |                  |                  |  |
|  | Atlético Susanense       | 5                        |                          |                          |   |                    |                |                      |                |                |   |  |                  |                  |                  |                  |  |
|  | 9 de Julio (A)           | 0                        | 0                        | 0                        |   |                    |                |                      |                |                |   |  |                  |                  |                  |                  |  |
|  | 9 de Julio (A)           | 0                        | 0                        | 0                        |   |                    |                |                      |                |                |   |  |                  |                  |                  |                  |  |
|  |                          |                          |                          |                          |   |                    |                |                      |                |                |   |  |                  |                  |                  |                  |  |

- Nota: En cada llave, el equipo que ocupa la primera línea es el que define la serie como local.

#### Llave H
|  | Primera etapa             | Primera etapa            | Primera etapa            | Primera etapa            |   |                    | Segunda etapa           | Segunda etapa           | Segunda etapa           | Segunda etapa           |       |  | Tercera etapa    | Tercera etapa    | Tercera etapa    | Tercera etapa    |  |
|  | 26 de abril al 4 de mayo  | 26 de abril al 4 de mayo | 26 de abril al 4 de mayo | 26 de abril al 4 de mayo |   |                    | 23 de mayo y 1 de junio | 23 de mayo y 1 de junio | 23 de mayo y 1 de junio | 23 de mayo y 1 de junio |       |  | 15 y 22 de junio | 15 y 22 de junio | 15 y 22 de junio | 15 y 22 de junio |  |
|  |                           |                          |                          |                          |   |                    |                         |                         |                         |                         |       |  |                  |                  |                  |                  |  |
|  |                           |                          |                          |                          |   |                    |                         |                         |                         |                         |       |  |                  |                  |                  |                  |  |
|  |                           |                          |                          |                          |   |                    |                         |                         |                         |                         |       |  |                  |                  |                  |                  |  |
|  |                           |                          |                          |                          |   |                    |                         |                         |                         |                         |       |  |                  |                  |                  |                  |  |
|  |                           |                          |                          |                          |   |                    |                         |                         |                         |                         |       |  |                  |                  |                  |                  |  |
|  |                           |                          |                          |                          |   |                    |                         |                         |                         |                         |       |  |                  |                  |                  |                  |  |
|  |                           |                          |                          |                          |   |                    |                         |                         |                         |                         |       |  |                  |                  |                  |                  |  |
|  |                           |                          |                          |                          |   |                    |                         |                         |                         |                         |       |  |                  |                  |                  |                  |  |
|  |                           |                          |                          |                          |   |                    |                         |                         |                         |                         |       |  |                  |                  |                  |                  |  |
|  |                           |                          |                          |                          |   |                    |                         |                         |                         |                         |       |  |                  |                  |                  |                  |  |
|  |                           |                          |                          |                          |   |                    |                         |                         |                         |                         |       |  |                  |                  |                  |                  |  |
|  |                           |                          |                          |                          |   |                    |                         | Argentino Quilmes (R)   | 1                       | 1                       | 2 (3) |  |                  |                  |                  |                  |  |
|  |                           |                          |                          |                          |   |                    |                         |                         |                         |                         | 2 (3) |  |                  |                  |                  |                  |  |
|  |                           |                          | Unión (AS) (p.)          | 2                        | 0 | 2 (5)              |                         |                         |                         |                         |       |  |                  |                  |                  |                  |  |
|  | General San Martín (PGSM) | 1                        | Unión (AS) (p.)          | 2                        | 0 | 2 (5)              | 2                       | 3                       |                         |                         |       |  |                  |                  |                  |                  |  |
|  | General San Martín (PGSM) | 1                        |                          |                          |   |                    |                         |                         |                         |                         |       |  |                  |                  |                  |                  |  |
|  | Alba Argentina (M)        | 6                        | 5                        | 11                       |   |                    |                         |                         |                         |                         |       |  |                  |                  |                  |                  |  |
|  | Alba Argentina (M)        | 6                        | 5                        | 11                       |   | Alba Argentina (M) | 2                       | 1                       | 3 (4)                   |                         |       |  |                  |                  |                  |                  |  |
|  |                           |                          |                          |                          |   | Alba Argentina (M) | 2                       | 1                       | 3 (4)                   |                         |       |  |                  |                  |                  |                  |  |
|  |                           |                          | Unión (AS) (p.)          | 2                        | 1 | 3 (5)              |                         |                         |                         |                         |       |  |                  |                  |                  |                  |  |
|  | Belgrano (Serodino)       | 2                        | Unión (AS) (p.)          | 2                        | 1 | 3 (5)              | 1                       | 3 (6)                   |                         |                         |       |  |                  |                  |                  |                  |  |
|  | Belgrano (Serodino)       | 2                        |                          |                          |   |                    |                         |                         |                         |                         |       |  |                  |                  |                  |                  |  |
|  | Unión (AS) (p.)           | 2                        | 1                        | 3 (7)                    |   |                    |                         |                         |                         |                         |       |  |                  |                  |                  |                  |  |
|  | Unión (AS) (p.)           | 2                        | 1                        | 3 (7)                    |   |                    |                         |                         |                         |                         |       |  |                  |                  |                  |                  |  |
|  |                           |                          |                          |                          |   |                    |                         |                         |                         |                         |       |  |                  |                  |                  |                  |  |

- Nota: En cada llave, el equipo que ocupa la primera línea es el que define la serie como local.

#### Llave I
|  | Primera etapa               | Primera etapa           | Primera etapa           | Primera etapa           |   |   | Segunda etapa  | Segunda etapa  | Segunda etapa  | Segunda etapa  |   |  | Tercera etapa    | Tercera etapa    | Tercera etapa    | Tercera etapa    |  |
|  | 27 de abril y 4 de mayo     | 27 de abril y 4 de mayo | 27 de abril y 4 de mayo | 27 de abril y 4 de mayo |   |   | 1 y 7 de junio | 1 y 7 de junio | 1 y 7 de junio | 1 y 7 de junio |   |  | 16 y 21 de junio | 16 y 21 de junio | 16 y 21 de junio | 16 y 21 de junio |  |
|  |                             |                         |                         |                         |   |   |                |                |                |                |   |  |                  |                  |                  |                  |  |
|  |                             |                         |                         |                         |   |   |                |                |                |                |   |  |                  |                  |                  |                  |  |
|  |                             |                         |                         |                         |   |   |                |                |                |                |   |  |                  |                  |                  |                  |  |
|  |                             |                         |                         |                         |   |   |                |                |                |                |   |  |                  |                  |                  |                  |  |
|  |                             |                         |                         |                         |   |   |                |                |                |                |   |  |                  |                  |                  |                  |  |
|  |                             |                         |                         |                         |   |   |                |                |                |                |   |  |                  |                  |                  |                  |  |
|  |                             |                         |                         |                         |   |   |                |                |                |                |   |  |                  |                  |                  |                  |  |
|  |                             |                         |                         |                         |   |   |                |                |                |                |   |  |                  |                  |                  |                  |  |
|  |                             |                         |                         |                         |   |   |                |                |                |                |   |  |                  |                  |                  |                  |  |
|  |                             |                         |                         |                         |   |   |                |                |                |                |   |  |                  |                  |                  |                  |  |
|  |                             |                         |                         |                         |   |   |                |                |                |                |   |  |                  |                  |                  |                  |  |
|  |                             |                         |                         |                         |   |   |                | 9 de Julio (R) | 1              | 0              | 1 |  |                  |                  |                  |                  |  |
|  |                             |                         |                         |                         |   |   |                |                |                |                | 1 |  |                  |                  |                  |                  |  |
|  |                             |                         | Coronel Aguirre         | 0                       | 0 | 0 |                |                |                |                |   |  |                  |                  |                  |                  |  |
|  |                             |                         | Coronel Aguirre         | 0                       | 0 | 0 |                |                |                |                |   |  |                  |                  |                  |                  |  |
|  |                             |                         |                         |                         |   |   |                |                |                |                |   |  |                  |                  |                  |                  |  |
|  |                             |                         |                         |                         |   |   |                |                |                |                |   |  |                  |                  |                  |                  |  |
|  |                             | Argentino (Rosario)     | 2                       | 0                       | 2 |   |                |                |                |                |   |  |                  |                  |                  |                  |  |
|  |                             |                         |                         |                         | 2 |   |                |                |                |                |   |  |                  |                  |                  |                  |  |
|  |                             |                         | Coronel Aguirre         | 0                       | 3 | 3 |                |                |                |                |   |  |                  |                  |                  |                  |  |
|  | Coronel Aguirre             | 4                       | Coronel Aguirre         | 0                       | 3 | 3 | 1              | 5              |                |                |   |  |                  |                  |                  |                  |  |
|  | Coronel Aguirre             | 4                       |                         |                         |   |   |                |                |                |                |   |  |                  |                  |                  |                  |  |
|  | Defensores de Villa Cassini | 1                       | 0                       | 1                       |   |   |                |                |                |                |   |  |                  |                  |                  |                  |  |
|  | Defensores de Villa Cassini | 1                       | 0                       | 1                       |   |   |                |                |                |                |   |  |                  |                  |                  |                  |  |
|  |                             |                         |                         |                         |   |   |                |                |                |                |   |  |                  |                  |                  |                  |  |

- Nota: En cada llave, el equipo que ocupa la primera línea es el que define la serie como local.

#### Llave J
|  | Primera etapa           | Primera etapa           | Primera etapa           | Primera etapa           |   |   | Segunda etapa           | Segunda etapa           | Segunda etapa           | Segunda etapa           |   |  | Tercera etapa            | Tercera etapa            | Tercera etapa            | Tercera etapa            |  |
|  | 27 de abril y 4 de mayo | 27 de abril y 4 de mayo | 27 de abril y 4 de mayo | 27 de abril y 4 de mayo |   |   | 28 de mayo y 8 de junio | 28 de mayo y 8 de junio | 28 de mayo y 8 de junio | 28 de mayo y 8 de junio |   |  | 25 de junio y 2 de julio | 25 de junio y 2 de julio | 25 de junio y 2 de julio | 25 de junio y 2 de julio |  |
|  |                         |                         |                         |                         |   |   |                         |                         |                         |                         |   |  |                          |                          |                          |                          |  |
|  |                         |                         |                         |                         |   |   |                         |                         |                         |                         |   |  |                          |                          |                          |                          |  |
|  |                         |                         |                         |                         |   |   |                         |                         |                         |                         |   |  |                          |                          |                          |                          |  |
|  |                         |                         |                         |                         |   |   |                         |                         |                         |                         |   |  |                          |                          |                          |                          |  |
|  |                         |                         |                         |                         |   |   |                         |                         |                         |                         |   |  |                          |                          |                          |                          |  |
|  |                         |                         |                         |                         |   |   |                         |                         |                         |                         |   |  |                          |                          |                          |                          |  |
|  |                         |                         |                         |                         |   |   |                         |                         |                         |                         |   |  |                          |                          |                          |                          |  |
|  |                         |                         |                         |                         |   |   |                         |                         |                         |                         |   |  |                          |                          |                          |                          |  |
|  |                         |                         |                         |                         |   |   |                         |                         |                         |                         |   |  |                          |                          |                          |                          |  |
|  |                         |                         |                         |                         |   |   |                         |                         |                         |                         |   |  |                          |                          |                          |                          |  |
|  |                         |                         |                         |                         |   |   |                         |                         |                         |                         |   |  |                          |                          |                          |                          |  |
|  |                         |                         |                         |                         |   |   |                         | Sportivo Las Parejas    | 2                       | 2                       | 4 |  |                          |                          |                          |                          |  |
|  |                         |                         |                         |                         |   |   |                         |                         |                         |                         | 4 |  |                          |                          |                          |                          |  |
|  |                         |                         | Central Córdoba (R)     | 2                       | 0 | 2 |                         |                         |                         |                         |   |  |                          |                          |                          |                          |  |
|  |                         |                         | Central Córdoba (R)     | 2                       | 0 | 2 |                         |                         |                         |                         |   |  |                          |                          |                          |                          |  |
|  |                         |                         |                         |                         |   |   |                         |                         |                         |                         |   |  |                          |                          |                          |                          |  |
|  |                         |                         |                         |                         |   |   |                         |                         |                         |                         |   |  |                          |                          |                          |                          |  |
|  |                         | Central Córdoba (R)     | 0                       | 4                       | 4 |   |                         |                         |                         |                         |   |  |                          |                          |                          |                          |  |
|  |                         |                         |                         |                         | 4 |   |                         |                         |                         |                         |   |  |                          |                          |                          |                          |  |
|  |                         |                         | Atlético Empalme        | 0                       | 1 | 1 |                         |                         |                         |                         |   |  |                          |                          |                          |                          |  |
|  | Unión (Álvarez)         | 2                       | Atlético Empalme        | 0                       | 1 | 1 | 0                       | 2                       |                         |                         |   |  |                          |                          |                          |                          |  |
|  | Unión (Álvarez)         | 2                       |                         |                         |   |   |                         |                         |                         |                         |   |  |                          |                          |                          |                          |  |
|  | Atlético Empalme        | 2                       | 3                       | 5                       |   |   |                         |                         |                         |                         |   |  |                          |                          |                          |                          |  |
|  | Atlético Empalme        | 2                       | 3                       | 5                       |   |   |                         |                         |                         |                         |   |  |                          |                          |                          |                          |  |
|  |                         |                         |                         |                         |   |   |                         |                         |                         |                         |   |  |                          |                          |                          |                          |  |

- Nota: En cada llave, el equipo que ocupa la primera línea es el que define la serie como local.

#### Llave K
|  | Primera etapa             | Primera etapa             | Primera etapa             | Primera etapa             |   |                  | Segunda etapa           | Segunda etapa           | Segunda etapa           | Segunda etapa           |   |  | Tercera etapa    | Tercera etapa    | Tercera etapa    | Tercera etapa    |  |
|  | 30 de abril al 14 de mayo | 30 de abril al 14 de mayo | 30 de abril al 14 de mayo | 30 de abril al 14 de mayo |   |                  | 28 de mayo y 4 de junio | 28 de mayo y 4 de junio | 28 de mayo y 4 de junio | 28 de mayo y 4 de junio |   |  | 15 y 22 de junio | 15 y 22 de junio | 15 y 22 de junio | 15 y 22 de junio |  |
|  |                           |                           |                           |                           |   |                  |                         |                         |                         |                         |   |  |                  |                  |                  |                  |  |
|  |                           |                           |                           |                           |   |                  |                         |                         |                         |                         |   |  |                  |                  |                  |                  |  |
|  |                           |                           |                           |                           |   |                  |                         |                         |                         |                         |   |  |                  |                  |                  |                  |  |
|  |                           |                           |                           |                           |   |                  |                         |                         |                         |                         |   |  |                  |                  |                  |                  |  |
|  |                           |                           |                           |                           |   |                  |                         |                         |                         |                         |   |  |                  |                  |                  |                  |  |
|  |                           |                           |                           |                           |   |                  |                         |                         |                         |                         |   |  |                  |                  |                  |                  |  |
|  |                           |                           |                           |                           |   |                  |                         |                         |                         |                         |   |  |                  |                  |                  |                  |  |
|  |                           |                           |                           |                           |   |                  |                         |                         |                         |                         |   |  |                  |                  |                  |                  |  |
|  |                           |                           |                           |                           |   |                  |                         |                         |                         |                         |   |  |                  |                  |                  |                  |  |
|  |                           |                           |                           |                           |   |                  |                         |                         |                         |                         |   |  |                  |                  |                  |                  |  |
|  |                           |                           |                           |                           |   |                  |                         |                         |                         |                         |   |  |                  |                  |                  |                  |  |
|  |                           |                           |                           |                           |   |                  |                         | Libertad (Sunchales)    | 3                       | 2                       | 5 |  |                  |                  |                  |                  |  |
|  |                           |                           |                           |                           |   |                  |                         |                         |                         |                         | 5 |  |                  |                  |                  |                  |  |
|  |                           |                           | Huracán (Chabás)          | 1                         | 1 | 2                |                         |                         |                         |                         |   |  |                  |                  |                  |                  |  |
|  | Atlético Carcarañá        | 0                         | Huracán (Chabás)          | 1                         | 1 | 2                | 1                       | 1                       |                         |                         |   |  |                  |                  |                  |                  |  |
|  | Atlético Carcarañá        | 0                         |                           |                           |   |                  |                         |                         |                         |                         |   |  |                  |                  |                  |                  |  |
|  | Belgrano (Arequito)       | 1                         | 3                         | 4                         |   |                  |                         |                         |                         |                         |   |  |                  |                  |                  |                  |  |
|  | Belgrano (Arequito)       | 1                         | 3                         | 4                         |   | Huracán (Chabás) | 2                       | 0                       | 2                       |                         |   |  |                  |                  |                  |                  |  |
|  |                           |                           |                           |                           |   | Huracán (Chabás) | 2                       | 0                       | 2                       |                         |   |  |                  |                  |                  |                  |  |
|  |                           |                           | Belgrano (Arequito)       | 1                         | 0 | 1                |                         |                         |                         |                         |   |  |                  |                  |                  |                  |  |
|  | Defensores de Armstrong   | 1                         | Belgrano (Arequito)       | 1                         | 0 | 1                | 1                       | 2                       |                         |                         |   |  |                  |                  |                  |                  |  |
|  | Defensores de Armstrong   | 1                         |                           |                           |   |                  |                         |                         |                         |                         |   |  |                  |                  |                  |                  |  |
|  | Huracán (Chabás)          | 2                         | 1                         | 3                         |   |                  |                         |                         |                         |                         |   |  |                  |                  |                  |                  |  |
|  | Huracán (Chabás)          | 2                         | 1                         | 3                         |   |                  |                         |                         |                         |                         |   |  |                  |                  |                  |                  |  |
|  |                           |                           |                           |                           |   |                  |                         |                         |                         |                         |   |  |                  |                  |                  |                  |  |

- Nota: En cada llave, el equipo que ocupa la primera línea es el que define la serie como local.

#### Llave L
|  | Primera etapa            | Primera etapa            | Primera etapa            | Primera etapa            |   |                        | Segunda etapa            | Segunda etapa            | Segunda etapa            | Segunda etapa            |  |                    | Tercera etapa    | Tercera etapa    | Tercera etapa    | Tercera etapa    |  |
|  | 23 de abril al 7 de mayo | 23 de abril al 7 de mayo | 23 de abril al 7 de mayo | 23 de abril al 7 de mayo |   |                        | 21 de mayo al 4 de junio | 21 de mayo al 4 de junio | 21 de mayo al 4 de junio | 21 de mayo al 4 de junio |  |                    | 18 y 25 de junio | 18 y 25 de junio | 18 y 25 de junio | 18 y 25 de junio |  |
|  |                          |                          |                          |                          |   |                        |                          |                          |                          |                          |  |                    |                  |                  |                  |                  |  |
|  |                          |                          |                          |                          |   |                        |                          |                          |                          |                          |  |                    |                  |                  |                  |                  |  |
|  | Centenario (SJE)         | 0                        | 2                        | 2                        |   |                        |                          |                          |                          |                          |  |                    |                  |                  |                  |                  |  |
|  | Centenario (SJE)         | 0                        | 2                        | 2                        |   |                        |                          |                          |                          |                          |  |                    |                  |                  |                  |                  |  |
|  | Los Andes (A)            | 0                        | 0                        | 0                        |   |                        |                          |                          |                          |                          |  |                    |                  |                  |                  |                  |  |
|  | Los Andes (A)            | 0                        | 0                        | 0                        |   | Independiente (Bigand) | 0                        | 0                        | 0                        |                          |  |                    |                  |                  |                  |                  |  |
|  |                          |                          |                          |                          |   | Independiente (Bigand) | 0                        | 0                        | 0                        |                          |  |                    |                  |                  |                  |                  |  |
|  |                          |                          | Centenario (SJE)         | 4                        | 1 | 5                      |                          |                          |                          |                          |  |                    |                  |                  |                  |                  |  |
|  | Independiente (Bigand)   | 1                        | Centenario (SJE)         | 4                        | 1 | 5                      | 1                        | 2                        |                          |                          |  |                    |                  |                  |                  |                  |  |
|  | Independiente (Bigand)   | 1                        |                          |                          |   |                        |                          |                          |                          |                          |  |                    |                  |                  |                  |                  |  |
|  | Atlético Elortondo       | 1                        | 0                        | 1                        |   |                        |                          |                          |                          |                          |  |                    |                  |                  |                  |                  |  |
|  | Atlético Elortondo       | 1                        | 0                        | 1                        |   |                        |                          |                          |                          |                          |  | Racing (Teodelina) | 1                | 1                | 2                |                  |  |
|  |                          |                          |                          |                          |   |                        |                          |                          |                          |                          |  | Racing (Teodelina) | 1                | 1                | 2                |                  |  |
|  |                          |                          | Centenario (SJE)         | 1                        | 2 | 3                      |                          |                          |                          |                          |  |                    |                  |                  |                  |                  |  |
|  |                          |                          | Centenario (SJE)         | 1                        | 2 | 3                      |                          |                          |                          |                          |  |                    |                  |                  |                  |                  |  |
|  |                          |                          |                          |                          |   |                        |                          |                          |                          |                          |  |                    |                  |                  |                  |                  |  |
|  |                          |                          |                          |                          |   |                        |                          |                          |                          |                          |  |                    |                  |                  |                  |                  |  |
|  |                          | Hughes FBC               | 0                        | 1                        | 1 |                        |                          |                          |                          |                          |  |                    |                  |                  |                  |                  |  |
|  |                          |                          |                          |                          | 1 |                        |                          |                          |                          |                          |  |                    |                  |                  |                  |                  |  |
|  |                          |                          | Racing (Teodelina)       | 1                        | 2 | 3                      |                          |                          |                          |                          |  |                    |                  |                  |                  |                  |  |
|  | Hughes FBC (p.)          | 2                        | Racing (Teodelina)       | 1                        | 2 | 3                      | 2                        | 4 (4)                    |                          |                          |  |                    |                  |                  |                  |                  |  |
|  | Hughes FBC (p.)          | 2                        |                          |                          |   |                        |                          |                          |                          |                          |  |                    |                  |                  |                  |                  |  |
|  | CSDM Chañarense          | 2                        | 2                        | 4 (3)                    |   |                        |                          |                          |                          |                          |  |                    |                  |                  |                  |                  |  |
|  | CSDM Chañarense          | 2                        | 2                        | 4 (3)                    |   |                        |                          |                          |                          |                          |  |                    |                  |                  |                  |                  |  |
|  |                          |                          |                          |                          |   |                        |                          |                          |                          |                          |  |                    |                  |                  |                  |                  |  |

- Nota: En cada llave, el equipo que ocupa la primera línea es el que define la serie como local.

### Primera etapa
| Fechas                   | Local en la ida                | Global       | Local en la vuelta            | Ida | Vuelta |
| ------------------------ | ------------------------------ | ------------ | ----------------------------- | --- | ------ |
| 27 de abril y 4 de mayo  | Ocampo Fábrica                 | 3:4          | Atlético y Tiro Reconquista   | 2:1 | 1:3    |
| 27 de abril y 4 de mayo  | Huracán (Vera)                 | 0:1          | Recreativo Villa Guillermina  | 0:1 | 0:0    |
| 4 y 10 de mayo           | Matienzo (Romang)              | 5:2          | Central San Javier            | 3:2 | 2:0    |
| 27 de abril y 4 de mayo  | Deportivo Aldao                | 3:2          | Unión y Juventud (Bandera)    | 2:1 | 1:1    |
| 27 de abril y 4 de mayo  | Central Olímpico (Ceres)       | 3:3 (1:3 p.) | Ferrocarril del Estado        | 3:1 | 0:2    |
| 27 de abril y 4 de mayo  | Colón (San Justo)              | 3:1          | Irigoyense                    | 3:0 | 0:1    |
| 27 de abril y 4 de mayo  | Alumni (Laguna Paiva)          | 4:1          | Polideportivo Llambi Campbell | 2:0 | 2:1    |
| 27 de abril y 4 de mayo  | Sanjustino                     | 7:2          | Central Oeste (Recreo)        | 7:1 | 0:1    |
| 27 de abril y 4 de mayo  | San Martín (Carlos Pellegrini) | 1:1 (3:5 p.) | Central San Carlos            | 1:1 | 0:0    |
| 27 de abril y 4 de mayo  | 9 de Julio (Arocena)           | 0:10         | Atlético Susanense            | 0:5 | 0:5    |
| 27 de abril y 4 de mayo  | Alba Argentina (Maciel)        | 11:3         | General San Martín (PGSM)     | 6:1 | 5:2    |
| 26 de abril y 4 de mayo  | Unión (Arroyo Seco)            | 3:3 (7:6 p.) | Belgrano (Serodino)           | 2:2 | 1:1    |
| 27 de abril y 4 de mayo  | Defensores de Villa Cassini    | 1:5          | Coronel Aguirre               | 1:4 | 0:1    |
| 27 de abril y 4 de mayo  | Atlético Empalme               | 5:2          | Unión (Álvarez)               | 2:2 | 3:0    |
| 30 de abril y 14 de mayo | Belgrano (Arequito)            | 4:1          | Atlético Carcarañá            | 1:0 | 3:1    |
| 30 de abril y 7 de mayo  | Huracán (Chabás)               | 3:2          | Defensores de Armstrong       | 2:1 | 1:1    |
| 30 de abril y 7 de mayo  | Los Andes (Alcorta)            | 0:2          | Centenario (S.J. Esquina)     | 0:0 | 0:2    |
| 30 de abril y 7 de mayo  | Atlético Elortondo             | 1:2          | Independiente (Bigand)        | 1:1 | 0:1    |
| 23 y 30 de abril         | CSDM Chañarense                | 4:4 (3:4 p.) | Hughes FBC                    | 2:2 | 2:2    |

### Segunda etapa
| Fechas                  | Local en la ida              | Global       | Local en la vuelta               | Ida | Vuelta |
| ----------------------- | ---------------------------- | ------------ | -------------------------------- | --- | ------ |
| 29 de mayo y 1 de junio | Atlético y Tiro Reconquista  | 9:5          | Ex Alumnos (S.A. de Obligado)    | 5:0 | 4:4    |
| 31 de mayo y 7 de junio | Recreativo Villa Guillermina | 2:4          | Juventud (Malabrigo)             | 0:0 | 2:4    |
| 28 y 31 de mayo         | Matienzo (Romang)            | 1:3          | Universidad Nacional del Litoral | 0:0 | 1:3    |
| 25 de mayo y 1 de junio | Deportivo Aldao              | 2:6          | Atlético Tostado                 | 0:2 | 2:4    |
| 25 de mayo y 1 de junio | Domingo F. Sarmiento         | 2:3          | Ferrocarril del Estado           | 2:2 | 0:1    |
| 25 y 31 de mayo         | Argentino (San Carlos)       | 3:5          | Colón (San Justo)                | 2:2 | 1:3    |
| 25 de mayo y 1 de junio | Alumni (Laguna Paiva)        | 2:1          | Deportivo Josefina               | 2:0 | 0:1    |
| 25 de mayo y 1 de junio | Sanjustino                   | 5:2          | Náutico El Quillá                | 3:1 | 2:1    |
| 1 y 4 de junio          | Atlético Susanense           | 3:4          | Central San Carlos               | 2:1 | 1:3    |
| 23 de mayo y 1 de junio | Unión (Arroyo Seco)          | 3:3 (5:4 p.) | Alba Argentina (Maciel)          | 2:2 | 1:1    |
| 1 y 7 de junio          | Coronel Aguirre              | 3:2          | Argentino (Rosario)              | 0:2 | 3:0    |
| 28 de mayo y 8 de junio | Atlético Empalme             | 1:4          | Central Córdoba (Rosario)        | 0:0 | 1:4    |
| 28 de mayo y 4 de junio | Belgrano (Arequito)          | 1:2          | Huracán (Chabás)                 | 1:2 | 0:0    |
| 28 de mayo y 4 de junio | Centenario (S.J. Esquina)    | 5:0          | Independiente (Bigand)           | 4:0 | 1:0    |
| 21 de mayo y 4 de junio | Racing (Teodelina)           | 3:1          | Hughes FBC                       | 1:0 | 2:1    |

### Tercera etapa
| Fechas                   | Local en la ida                  | Global       | Local en la vuelta          | Ida | Vuelta |
| ------------------------ | -------------------------------- | ------------ | --------------------------- | --- | ------ |
| 16 y 22 de junio         | Juventud (Malabrigo)             | 3:6          | Atlético y Tiro Reconquista | 1:4 | 2:2    |
| 16 y 21 de junio         | Universidad Nacional del Litoral | 1:1 (3:4 p.) | La Salle Jobson             | 0:0 | 1:1    |
| 15 y 22 de junio         | San Lorenzo de Ambrosetti        | 2:3          | Atlético Tostado            | 1:2 | 1:1    |
| 15 y 22 de junio         | Colón (San Justo)                | 1:2          | Ferrocarril del Estado      | 0:0 | 1:2    |
| 17 de junio y 1 de julio | Alumni (Laguna Paiva)            | 0:5          | Ben Hur                     | 0:2 | 0:3    |
| 15 y 25 de junio         | Sanjustino                       | 0:0 (2:4 p.) | Atlético de Rafaela         | 0:0 | 0:0    |
| 15 y 22 de junio         | Central San Carlos               | 1:0          | Juventud (Esperanza)        | 1:0 | 0:0    |
| 15 y 22 de junio         | Unión (Arroyo Seco)              | 2:2 (5:3 p.) | Argentino Quilmes (Rafaela) | 2:1 | 0:1    |
| 16 y 21 de junio         | Coronel Aguirre                  | 0:1          | 9 de Julio (Rafaela)        | 0:1 | 0:0    |
| 25 de junio y 2 de julio | Central Córdoba (Rosario)        | 2:4          | Sportivo Las Parejas        | 2:2 | 0:2    |
| 15 y 22 de junio         | Huracán (Chabás)                 | 2:5          | Libertad (Sunchales)        | 1:3 | 1:2    |
| 18 y 25 de junio         | Centenario (S.J. Esquina)        | 3:2          | Racing (Teodelina)          | 1:1 | 2:1    |

## Fase final

### Cuadro de desarrollo
|  | Octavos de final          | Octavos de final          |                     |            | Cuartos de final  | Cuartos de final  |  |  | Semifinales | Semifinales |  |  | Final   | Final   | Final   | Final   |  |
|  | 9 de julio al 5 de agosto | 9 de julio al 5 de agosto |                     |            | 3 al 31 de agosto | 3 al 31 de agosto |  |  | Septiembre  | Septiembre  |  |  | Octubre | Octubre | Octubre | Octubre |  |
|  |                           |                           |                     |            |                   |                   |  |  |             |             |  |  |         |         |         |         |  |
|  |                           |                           |                     |            |                   |                   |  |  |             |             |  |  |         |         |         |         |  |
|  | Atlético y Tiro R. (p.)   | 0 (5)                     |                     |            |                   |                   |  |  |             |             |  |  |         |         |         |         |  |
|  | Atlético y Tiro R. (p.)   | 0 (5)                     |                     |            |                   |                   |  |  |             |             |  |  |         |         |         |         |  |
|  | La Salle Jobson           | 0 (4)                     |                     |            |                   |                   |  |  |             |             |  |  |         |         |         |         |  |
|  | La Salle Jobson           | 0 (4)                     | Atlético y Tiro R.  |            |                   |                   |  |  |             |             |  |  |         |         |         |         |  |
|  |                           |                           |                     |            |                   |                   |  |  |             |             |  |  |         |         |         |         |  |
|  |                           |                           | Colón (Santa Fe)    |            |                   |                   |  |  |             |             |  |  |         |         |         |         |  |
|  | Atlético Tostado          | 0                         |                     |            |                   |                   |  |  |             |             |  |  |         |         |         |         |  |
|  | Atlético Tostado          | 0                         |                     |            |                   |                   |  |  |             |             |  |  |         |         |         |         |  |
|  | Colón (Santa Fe)          | 1                         |                     |            |                   |                   |  |  |             |             |  |  |         |         |         |         |  |
|  | Colón (Santa Fe)          | 1                         |                     |            |                   |                   |  |  |             |             |  |  |         |         |         |         |  |
|  |                           |                           |                     |            |                   |                   |  |  |             |             |  |  |         |         |         |         |  |
|  |                           |                           |                     |            |                   |                   |  |  |             |             |  |  |         |         |         |         |  |
|  | Ferrocarril del Estado    | 0                         |                     |            |                   |                   |  |  |             |             |  |  |         |         |         |         |  |
|  | Ferrocarril del Estado    | 0                         |                     |            |                   |                   |  |  |             |             |  |  |         |         |         |         |  |
|  | Unión (Santa Fe)          | 1                         |                     |            |                   |                   |  |  |             |             |  |  |         |         |         |         |  |
|  | Unión (Santa Fe)          | 1                         | Atlético de Rafaela |            |                   |                   |  |  |             |             |  |  |         |         |         |         |  |
|  |                           |                           |                     |            |                   |                   |  |  |             |             |  |  |         |         |         |         |  |
|  |                           |                           | Unión (Santa Fe)    |            |                   |                   |  |  |             |             |  |  |         |         |         |         |  |
|  | Atlético de Rafaela       | 2                         |                     |            |                   |                   |  |  |             |             |  |  |         |         |         |         |  |
|  | Atlético de Rafaela       | 2                         |                     |            |                   |                   |  |  |             |             |  |  |         |         |         |         |  |
|  | Ben Hur                   | 0                         |                     |            |                   |                   |  |  |             |             |  |  |         |         |         |         |  |
|  | Ben Hur                   | 0                         |                     |            |                   |                   |  |  |             |             |  |  |         |         |         |         |  |
|  |                           |                           |                     |            |                   |                   |  |  |             |             |  |  |         |         |         |         |  |
|  |                           |                           |                     |            |                   |                   |  |  |             |             |  |  |         |         |         |         |  |
|  | Central San Carlos        | 0 (1)                     |                     |            |                   |                   |  |  |             |             |  |  |         |         |         |         |  |
|  | Central San Carlos        | 0 (1)                     |                     |            |                   |                   |  |  |             |             |  |  |         |         |         |         |  |
|  | Unión (AS) (p.)           | 0 (3)                     |                     |            |                   |                   |  |  |             |             |  |  |         |         |         |         |  |
|  | Unión (AS) (p.)           | 0 (3)                     |                     | Unión (AS) | 1                 |                   |  |  |             |             |  |  |         |         |         |         |  |
|  |                           |                           |                     | Unión (AS) | 1                 |                   |  |  |             |             |  |  |         |         |         |         |  |
|  |                           |                           | 9 de Julio (R)      | 2          |                   |                   |  |  |             |             |  |  |         |         |         |         |  |
|  | 9 de Julio (R)            | 2                         | 9 de Julio (R)      | 2          |                   |                   |  |  |             |             |  |  |         |         |         |         |  |
|  | 9 de Julio (R)            | 2                         |                     |            |                   |                   |  |  |             |             |  |  |         |         |         |         |  |
|  | Rosario Central           | 0                         |                     |            |                   |                   |  |  |             |             |  |  |         |         |         |         |  |
|  | Rosario Central           | 0                         |                     |            |                   | 9 de Julio (R)    |  |  |             |             |  |  |         |         |         |         |  |
|  |                           |                           |                     |            |                   |                   |  |  |             |             |  |  |         |         |         |         |  |
|  |                           |                           |                     |            |                   |                   |  |  |             |             |  |  |         |         |         |         |  |
|  | Sportivo Las Parejas      | 0 (1)                     |                     |            |                   |                   |  |  |             |             |  |  |         |         |         |         |  |
|  | Sportivo Las Parejas      | 0 (1)                     |                     |            |                   |                   |  |  |             |             |  |  |         |         |         |         |  |
|  | Newell's Old Boys (p.)    | 0 (4)                     |                     |            |                   |                   |  |  |             |             |  |  |         |         |         |         |  |
|  | Newell's Old Boys (p.)    | 0 (4)                     | Centenario (SJE)    |            |                   |                   |  |  |             |             |  |  |         |         |         |         |  |
|  |                           |                           |                     |            |                   |                   |  |  |             |             |  |  |         |         |         |         |  |
|  |                           |                           | Newell's Old Boys   |            |                   |                   |  |  |             |             |  |  |         |         |         |         |  |
|  | Libertad (Sunchales)      | 0                         |                     |            |                   |                   |  |  |             |             |  |  |         |         |         |         |  |
|  | Libertad (Sunchales)      | 0                         |                     |            |                   |                   |  |  |             |             |  |  |         |         |         |         |  |
|  | Centenario (SJE)          | 1                         |                     |            |                   |                   |  |  |             |             |  |  |         |         |         |         |  |
|  | Centenario (SJE)          | 1                         |                     |            |                   |                   |  |  |             |             |  |  |         |         |         |         |  |
|  |                           |                           |                     |            |                   |                   |  |  |             |             |  |  |         |         |         |         |  |

- Nota: En cada llave, el equipo que ocupa la primera línea es el que define la serie como local.

### Octavos de final
| Fecha       | Local                       | Resultado    | Visitante                 |  |  |
| ----------- | --------------------------- | ------------ | ------------------------- |  |  |
| 27 de julio | Atlético y Tiro Reconquista | 0:0 (5:4 p.) | La Salle Jobson           |  |  |
| 26 de julio | Atlético Tostado            | 0:1          | Colón (Santa Fe)          |  |  |
| 19 de julio | Ferrocarril del Estado      | 0:1          | Unión (Santa Fe)          |  |  |
| 23 de julio | Atlético de Rafaela         | 2:0          | Ben Hur                   |  |  |
| 13 de julio | Central San Carlos          | 0:0 (1:3 p.) | Unión (Arroyo Seco)       |  |  |
| 9 de julio  | 9 de Julio (Rafaela)        | 2:0          | Rosario Central           |  |  |
| 5 de agosto | Sportivo Las Parejas        | 0:0 (1:4 p.) | Newell's Old Boys         |  |  |
| 20 de julio | Libertad (Sunchales)        | 0:1          | Centenario (S.J. Esquina) |  |  |

### Cuartos de final
| Fecha        | Local                       | Resultado | Visitante            |  |  |
| ------------ | --------------------------- | --------- | -------------------- |  |  |
| 31 de agosto | Atlético y Tiro Reconquista | vs.       | Colón (Santa Fe)     |  |  |
| 25 de agosto | Atlético de Rafaela         | vs.       | Unión (Santa Fe)     |  |  |
| 3 de agosto  | Unión (Arroyo Seco)         | 1:2       | 9 de Julio (Rafaela) |  |  |
| 27 de agosto | Centenario (S.J. Esquina)   | vs.       | Newell's Old Boys    |  |  |

### Semifinales
| Fecha       | Local                | Resultado | Visitante |  |  |
| ----------- | -------------------- | --------- | --------- |  |  |
| A confirmar |                      | vs.       |           |  |  |
| A confirmar | 9 de Julio (Rafaela) | vs.       |           |  |  |

- Nota: Localías a determinar.

### Final
| Fechas      | Local en la ida | Global | Local en la vuelta | Ida | Vuelta |
| ----------- | --------------- | ------ | ------------------ | --- | ------ |
| A confirmar |                 | vs.    |                    | -:- | -:-    |

- Nota: Localías a determinar.